# Prenden
Prenden is een deel van de gemeente Wandlitz in de Landkreis Barnim van de Duitse deelstaat Brandenburg, dat tot 2003 een zelfstandige gemeente was. Er leven 448 personen op 17,46 km², dat is een bevolkingsdichtheid van 25,6 inwoners/km².

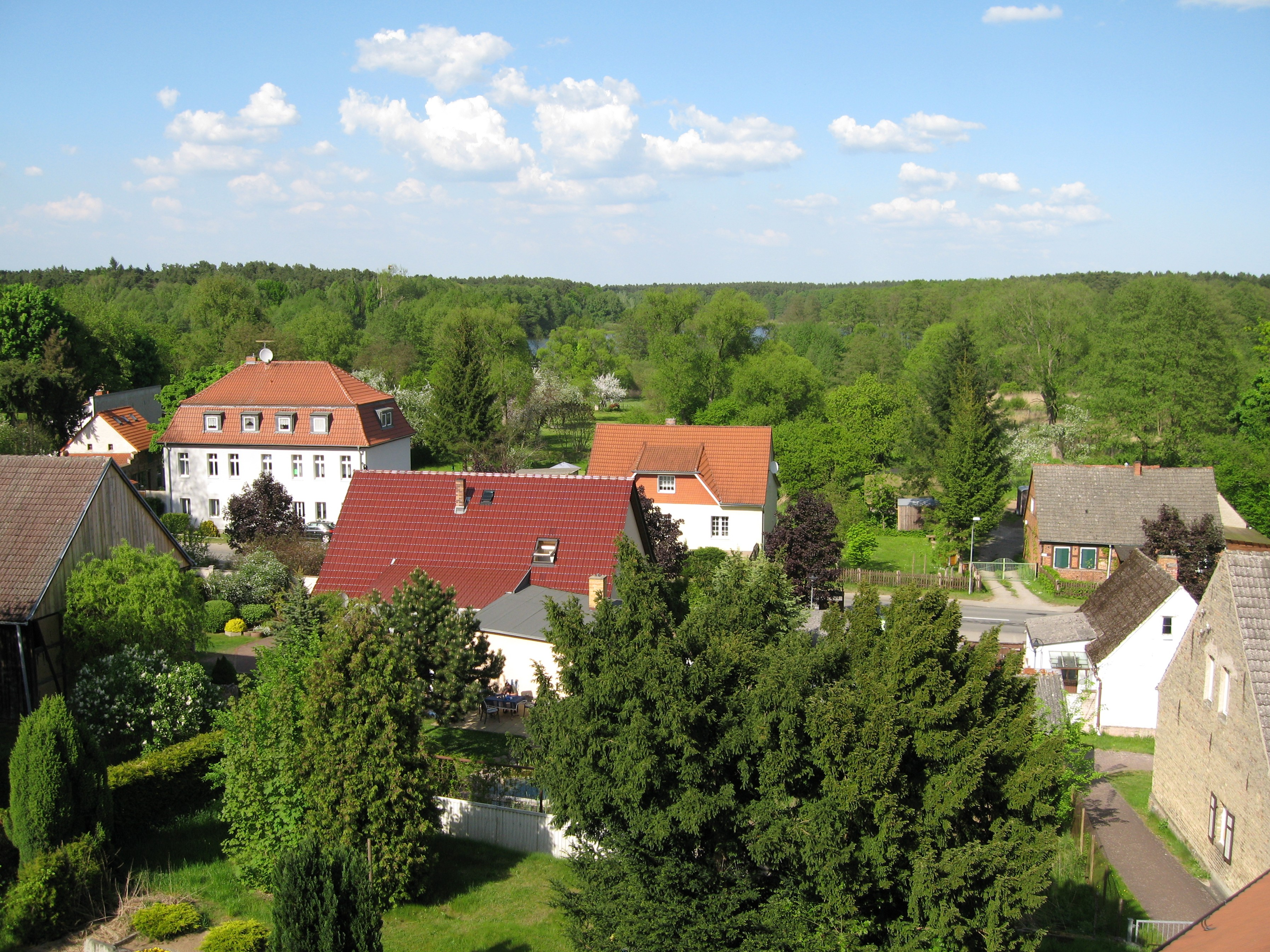
Prenden, richting Bauersee

## Geografie
Prenden ligt in het Natuurpark Barnim midden in de dennenbossen, op zo'n 32 km ten noordoosten van het centrum van Berlijn. De Strehlesee ligt ten zuiden en de Bauersee ten noorden van het dorp. Ook de Kleine Lottschesee ten noorden van Klosterfelde en het grootste deel van de Mittelprendensee behoren bij deze plaats. Prenden paalt ten noorden aan Ruhlsdorf, ten oosten aan Biesenthal, ten zuiden en westen aan de deelgemeenten Lanke en Klosterfelde.

## Bevolking
In 1375 bestond de bevolking - volgens Kaiser Karls Landbuch uit 9 kleine boeren, 14 landarbeiders en een molenaar, telkens met familie, een pastoor en een schout en twee ridders uit het geslacht Sparr, samen vermoedelijk een honderdtal.
Recente evolutie: van 347 in 1990 tot 520 in 2007 en tot 448 in 2011.